# Robin Juhkental
Robin Juhkental je estonski pjevač i tekstopisac. Zajedno s grupom Malcolm Lincoln (čiji je frontman) i vokalnim sastavom Manpower 4 nastupao je na Pjesmi Eurovizije 2010. u Oslu s pjesmom Siren. Pohađao je osnovnu školu Kivimäe põhikool, gimnaziju Tallinna Nõmme, te trenutno studira na Tallinna Tehnikakõrgkoolu.

## Eurovizija 2010.
2010. zajedno s Malcolm Lincolnom i vokalnim sastavom Manpower 4 pobijedili su na estonskom izboru za pjesmu Eurovizije Eesti Laul 2010 s pjesmom Siren, te prošli na Pjesmu Eurovizije. U prvom polufinalu 25. svibnja završili su 14. s 39 bodova, te se nisu plasirali u finale.